# 鲍伊瑙伊·戈尔东
鲍伊瑙伊·哲尔吉·戈尔东（匈牙利語：Bajnai György Gordon，發音：[ˈbɒjnɒi ˈɡordon]；1968年3月5日—），匈牙利政治人物。2009年4月14日至2010年5月29日担任匈牙利总理。

## 生平
1968年3月5日，鲍伊瑙伊生于匈牙利南部城市塞格德。1991年，布达佩斯经济科学大学国际关系专业毕业。1993年在英国伦敦的欧洲重建和开发银行工作，2000年至2005年任匈牙利瓦利斯立克公司首席执行官。2006年7月任政府发展政策政府专员，2007年6月接替兰佩特·莫妮卡出任地方政府部长，2008年4月任国家发展与经济政策部长。
自2008年5月自由民主聯盟退出政府、社会党政府成为少数政府以来，一直受到反对党青年民主主义者聯盟的攻击。金融危机爆发后，青民盟、民主论坛等反对党以政府采取的应对措施不力为由，经常要求政府辞职并提前举行国会选举。
2009年3月21日，匈牙利总理、社会党主席久尔恰尼·费伦茨在匈牙利社会党代表大会上提议，重新选出一位总理领导国家走出金融危机，并在新总理的领导下组建新政府，同时表示将向国会递交对自己的不信任动议。3月29日，社会党宣布鲍伊瑙伊已被该党确定为总理候选人。
4月14日，鲍伊瑙伊在国会会议上宣布了新政府组成名单。新政府有15位部长，其中外交部长由曾担任匈牙利驻欧盟委员会代表鲍拉日·佩泰尔出任；财政部长由税务专家、匈牙利德勤公司总经理欧斯科·佩泰尔出任。司法与治安部长德劳什科维奇·蒂博尔、农业与地方发展部长格拉夫·约热夫、教育与文化部长希莱尔·伊什特万、环境与水利部长萨博·伊姆雷、卫生部长塞凯伊·陶马什和国防部长塞凯赖什·伊姆雷等6名部长留任原职。

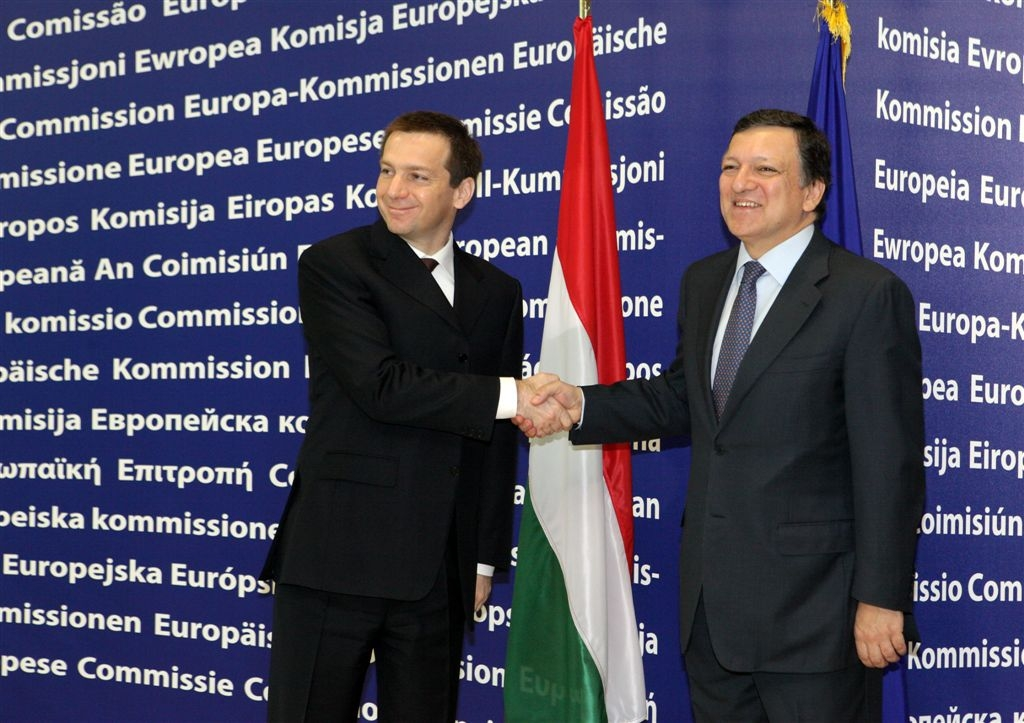
鲍伊瑙伊与巴罗佐（右）在布鲁塞尔

2010年4月国会选举中，反對黨右派青年民主主义者联盟获得壓倒性胜利，鲍伊瑙伊政府辞职，結束社會黨8年執政。
2012年10月23日鲍伊瑙伊宣布回归政坛，成立2014年共同党（Együtt 2014），准备参加2014年匈牙利国会选举。2014年大選，左派聯盟（Unity）成員的共同黨在大選慘敗，他在5月26日辭去國會議員職務。

## 個人生活
鲍伊瑙伊已婚，但夫妻两人分居，有两个孩子。他与同居女友2004年生有一个孩子，第四个孩子是儿子，生于2012年6月。